# Skóra pergaminowa
Skóra pergaminowa (skóra pergaminowata i barwnikowa, łac. xeroderma pigmentosum) – bardzo rzadkie schorzenie dziedziczone autosomalnie recesywnie spowodowane genetycznym defektem polimerazy DNA β, skutkiem czego dochodzi do nieodwracalnych uszkodzeń DNA w komórkach skóry narażonych na działanie promieni UV.

## Klasyfikacja
Skóra pergaminowa jest w rzeczywistości niejednorodną grupą chorób. Wyróżnia się siedem odmian choroby i jeden wariant, różniące się przyczyną i przebiegiem klinicznym:
| Typ                                                       | Gen   | Locus          | Białko                   | OMIM        |
| --------------------------------------------------------- | ----- | -------------- | ------------------------ | ----------- |
| Typ A (typ I, XPA, XP1, postać klasyczna)                 | XPA   | 9q22.3         | XPA                      | OMIM 278700 |
| Typ B (typ II, XPB, XP2)                                  | XPB   | 2q21           | XPB (podjednostka TFIIH) | OMIM 133510 |
| Typ C (typ III, XPC, XP3)                                 | XPC   | 3p25           | XPC                      | OMIM 278720 |
| Typ D (typ IV, XPD, XP4), w tym trichotiodystrofia typu 1 | XPD   | 19q13.2-q13.3  | XPD                      | OMIM 278730 |
| Typ E (typ V, XPE, XP5)                                   | DDB2  | 11p12-p11      | DDB2 (podjednostka P48)  | OMIM 278740 |
| Typ F (typ VII, XPF, XP6)                                 | ERCC4 | 16p13.3-p13.13 | ERCC4                    | OMIM 278760 |
| Typ G (typ VIII, XPG, XP7)                                | XPG   | 13q33          | XPG                      | OMIM 278780 |
| Wariant, typ V (XP variant, XPV, kserodermoid)            | POLH  | 6p21.1-p12     | Polimeraza eta           | OMIM 278750 |

## Etiopatogeneza
Istotą choroby jest defekt genów kodujących enzymy odpowiedzialne za naprawę uszkodzeń w DNA spowodowanych przez promieniowanie UV-C. Dimery pirymidynowe powstałe wskutek uszkodzenia są wycinane przez egzonukleazy, a powstały ubytek naprawiają polimeraza i ligaza. W wariancie XP przyczyna choroby jest odmienna: geny odpowiedzialne za naprawę uszkodzeń DNA nie są zmutowane, mutacja znajduje się w genie polimerazy-η, potrzebnej w komórce w momencie osiągnięcia przez nią fazy S podczas replikacji.
Ponieważ system naprawy uszkodzeń DNA funkcjonuje nieprawidłowo, mutacje kumulują się. Dochodzi do mutacji w genach supresorowych albo protoonkogenach, dlatego też u pacjentów z XP występuje znacznie zwiększone ryzyko nowotworów skóry.

## Objawy
Najczęstszym umiejscowieniem jest twarz i inne odsłonięte okolice skóry. Charakterystyczne jest wczesne wystąpienie objawów, już we wczesnym dzieciństwie przy pierwszej ekspozycji na światło słoneczne.
- Występują przede wszystkim zmiany skórne:
  - drobne plamy przypominające piegi
  - większe plamy barwnikowe
  - oparzenia słoneczne
  - zaniki skóry, ścieńczenie skóry
  - odbarwienia skóry
  - znaczna suchość skóry
  - teleangiektazje
  - przedwczesne starzenie się skóry, oczu, błon śluzowych.
- Objawy ze strony oczu:
  - bolesność
  - fotofobia
  - zapalenie spojówek.
- Objawy neurologiczne:
  - mikrocefalia
  - spastyczność
  - hiporefleksja lub arefleksja
  - pląsawica
  - głuchota
  - oftalmoplegia
  - opóźnienie umysłowe.

Najcięższą odmianą XP jest tzw. zespół de Sanctis-Cacchione, gdzie zmiany skórne typowe dla XP współistnieją z oligofrenią, niedorozwojem fizycznym, głuchotą i ataksją.
Skóra pergaminowa jest związana ze znacznie zwiększonym ryzykiem wystąpienia raka podstawnokomórkowego i kolczystokomórkowego skóry oraz czerniaka złośliwego.

## Rozpoznanie
Rozpoznanie opiera się na charakterystycznym obrazie klinicznym, zwykle wcześnie, w wieku 1-2 lat. Nie ma rutynowych badań laboratoryjnych wykrywających XP; w wyspecjalizowanych laboratoriach możliwe jest określenie defektu genetycznego wywołującego chorobę i potwierdzenie diagnozy.

## Profilaktyka i leczenie
Ponieważ niemożliwe jest leczenie przyczynowe, poprawę jakości życia pacjentów z XP osiąga się przez profilaktykę polegającą na: unikaniu ekspozycji na światło słoneczne, częstych kontrolach dermatologicznych i usuwaniu zmian przednowotworowych (chemioterapia 5-fluorouracylem, krioterapia, chirurgia). Stosuje się również retinoidy doustne. 

## Rokowanie
Niestety rokowanie w XP zwykle jest niepomyślne, a zejście śmiertelne następuje przed 20. rokiem życia.

## Historia
Jednostkę chorobową opisali niezależnie od siebie w 1874 Ferdinand von Hebra i Moritz Kaposi. Termin xeroderma pigmentosum wprowadził w 1882 Kaposi, wskazując na charakterystyczne zmiany skórne: suchość skóry i jej nadmierną pigmentację.